# Christer Forsman
Christer Forsman, född 25 november 1957, död 8 oktober 2001 vid flygolyckan i Linate, Italien. Var en svensk företagare som grundade flera företag, bland annat Karamellgrossisten, senare Karamellkungen och Candyking. Han var först med att etablera försäljning av lösviktsgodis i Sverige.
Forsman och hans son förolyckades vid flygolyckan på Linate 2001; de och sju andra medlemmar i racingklubben Anecto Racing var på hemväg från en deltävling i Industricupen i Parma.